# ハネウェル/ITEC F124
ハネウェル/ITEC F124 は、商用のハネウェル TFE731から派生した低バイパスターボファンエンジンである。F125は本エンジンのアフターバーナー付きバージョンである。本エンジンは1970年代後半に中華民国空軍（台湾）のAIDC F-CK-1戦闘機（IDF）用に開発され、1979年に初飛行した。F124/F125エンジンはその後、T-45やジャギュアなどの他の航空機への搭載が提案され、現在ではL-159やM-346に搭載されている。F124は、高圧圧縮機に軸流式圧縮機と遠心式圧縮機の両方を使用する、2軸ガスタービンエンジンとしてはかなり珍しい設計である。現在、このエンジンは3種類しか生産されていないが、これまでにもう少し多くの派生型が提案されてきた。

## 開発
1978 年、ギャレット社は、中華民国空軍（ROCAF）向けに開発中のAIDC F-CK-1戦闘機（IDF）にエンジンを供給するために、スウェーデンのボルボ・フリューグモートルABとTFE1042アフターバーナーの共同研究を発表した。TFE731 モデル1042は、低バイパス比の「実績のある商用TFE731エンジンの軍用派生型」であり、「次世代の軽攻撃・高等訓練機に効率的で信頼性が高く、費用対効果の高い推進力を提供する」と謳われており、推力はドライで18.9 kN（4260 lbf）、アフターバーナー使用時で30.2 kN（6790 lbf）である。初期交渉の結果、投資額はギャレット、ボルボ、AIDC、イタリアのピアッジオの4社で分担されることになった。開発は、軽攻撃機/高等訓練機用のアフターバーナー無しのTFE1042-6と、AMXやF-5アップグレード用のTFE1042-7で構成されている。コアエンジンはギャレット社が担当し、ファン部とアフターバーナーはボルボ社が担当する。このエンジンは1979年にボルボのテスト施設で3時間の稼働が初めて実施された。
AIDCはまた、グリペンへの利用などのゼネラル・エレクトリック F404に対抗するために、双発エンジンのソリューションとしてTFE1042-7を推力31-36 kN（8000 lbf）へのアップグレードを提案した。しかし、グリペン計画は、ボルボ製造の単発エンジンのF404派生型を継続することを決定し、その時点でボルボはグリペンの作業に専念するためにプロジェクトを離れた。ピアッジオは金銭的な理由から後日参加を希望し、同様にプログラムから離脱した。こうしてギャレットとAIDCだけが、インターナショナル・タービン・エンジン・コーポレーション（ITEC）に出資し、1982年に契約を結んだ。
1988年、ITECは12,000lbのTFE1088-12への投資を決定し、TFE1042-70Aとして再指定された（政治的理由もある）。予備研究では、IDF はこの新しいエンジンでスーパークルーズが可能であることが示されていた。同時にGEはF404の小型版であるJ101/SFで市場投入を決めた。しかし、予算の関係でIDFの受注が半減したため、TFE1088-12エンジンのアップグレード計画も終了した。F-CK-1戦闘機は1989年に初飛行し、1999年まで納入された。
ギャレット社は1990年代初頭にTFE742コンセプトを発表した。TFE1042の改良版コアで構成されたTFE742は、BAe 146やMPC 75およびその他の将来の航空機などの双発機向けに推進された。70-130席旅客機の市場を狙ったTFE742は、推力18,000 lbf（80 kN、8,200 kgf）、ギアボックス駆動の高バイパス比ターボファンであった。
1990年代半ば、アライドシグナル社は、欧州の将来の大型軍用機（後にエアバス A400Mとして知られる）用にTFE1042のコアをベースとしたターボプロップエンジンの開発を検討した。アライドシグナル、AIDC、およびその他のアジアのパートナーは、TFE1042の派生から産業用ガスタービンを作った。当初は 12,000馬力（9メガワット）の AS1042であったが、13,000馬力（10MW）の ASE120へと進化させた。

### T-45ゴスホーク/BAEシステムズホーク
1990年代初頭、アメリカ海軍はT-45練習機をF124エンジンへの換装を検討した。1994年、このエンジンを搭載したT-45の飛行テストを行った後、USNは中止を選択した。
1996年にマクドネル・ダグラスがオーストラリア空軍（RAAF）に訓練機要求の競合としてF124エンジンのT-45を提案した時、F124エンジン搭載T-45の可能性が再び浮上した。ブリティッシュ・エアロスペースは、RAAFの訓練機要求に対して BAe ホーク（T-45 のベースとなっている）を選択肢として F124を提供したいと考えていたが、ITECは F124の提供許可を拒否した。RAAFがホークを訓練機として選択したため、ITECの判断は間違いと判明した。しかし、選定後、RAAFは F124とロールス・ロイス・チュルボメカ アドーア（BAeの選定による）との間で、新しい訓練機の動力源として別の競争を行うことにした。1997年、RAAFはアドーアの採用を決定し、F124がホークやT-45に採用される可能性は事実上なくなった。

### L-159
1994年、F124エンジンはチェコのL-159 アルカ軽戦闘機に採用された。この組み合わせは1997年に初飛行した。

### M-346
2000年、アレーニア・アエルマッキ社は新型のM-346練習機/軽攻撃機にF124エンジンの搭載を発表し、共通のライバルであるアドーアよりもF124エンジンを選択した。2009年、アラブ首長国連邦はM-346練習機に F124-GA-200を搭載すると発表した。

### X-45A
F124エンジンは、2000年代初頭にボーイングX-45A、無人戦闘機の実証用航空機に搭載された。

### T-5 雄鷹
2017年、AIDCは、T-5 雄鷹にF124の派生型を採用することを発表した。

### SEPECAT ジャギュアでの使用の可能性

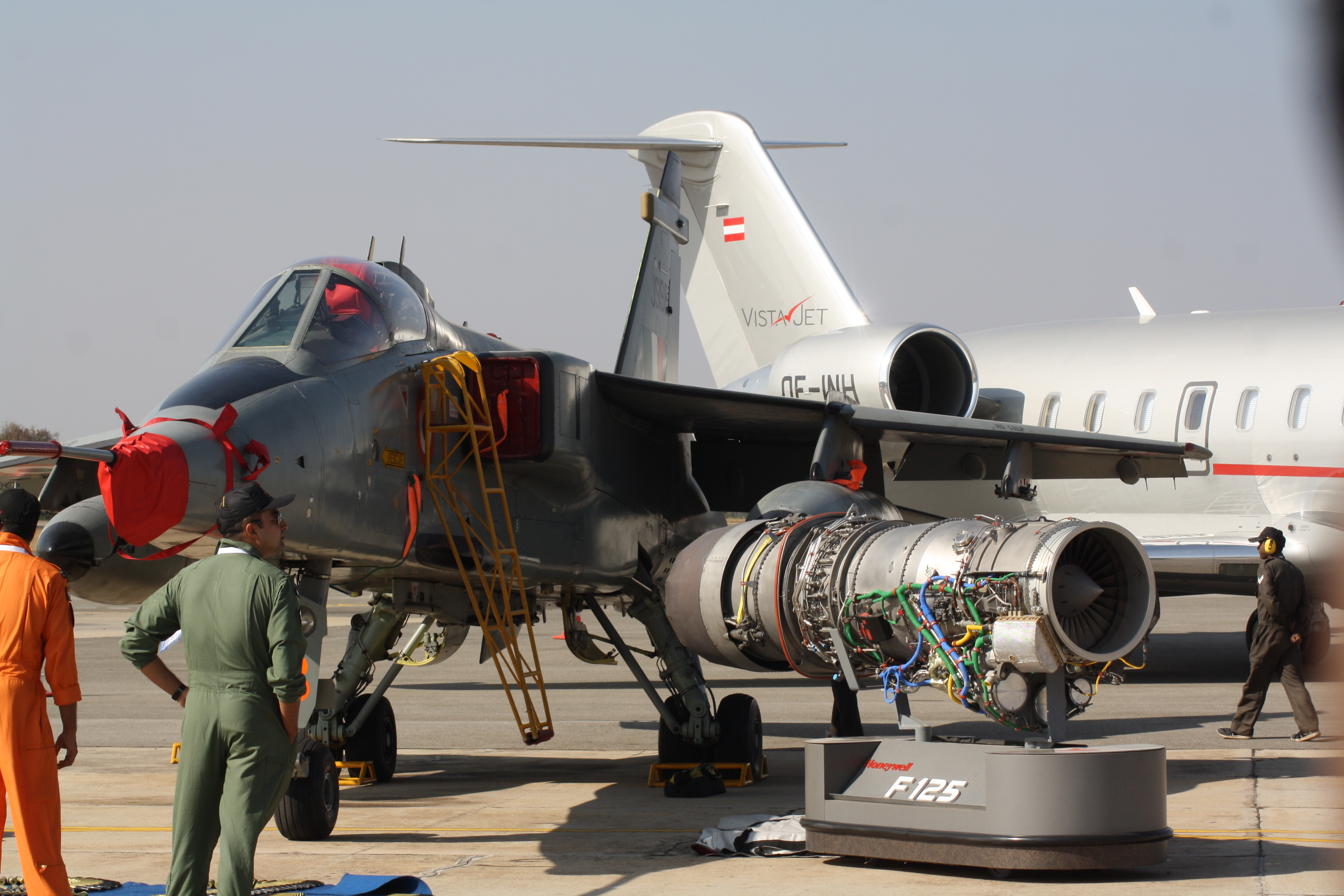
エアロインディア2013でのIAFジャギュア用のハネウェル F125エンジン

2009年時点、インド空軍は、ジャギュアに搭載されているロールス・ロイス・チュルボメカ アドーアの代替として、アフターバーナー付き F125 エンジンを検討した。新エンジンは軽量化と高出力化を両立させたエンジンで、2007年に実証に成功した。ジャギュア地上攻撃機の編隊を高馬力エンジンにするインド空軍のこの提案は、高コストのために10年後の2019年8月に立ち止まった。もともとジャガーに搭載されていたロールス・ロイス・ターボメカ・アドゥールMk 811パワーパックの代替として、180基のF-125INターボファンエンジンの価格を24億ドルでハネウェルが見積もったことをジェーンは引用している。

## 設計
F124エンジンは、低バイパス比2軸エンジン（高圧と低圧の2つの回転軸があることを意味する）である。ファン/低圧コンプレッサはチタン製ブレードによる3段構成となっている。第1段には30枚のブレードがあり、3段ファンの全体の圧力比は2.5:1となっている。空気の一部はバイパス（バイパス比0.472：1）され、残りは高圧圧縮機に供給される。
高圧圧縮機（HPC）は、小型ターボファンエンジンに共通の配置で、同じシャフト上に軸流圧縮機と遠心式圧縮機の両方がある。4つの軸流圧縮機と5番目の遠心式圧縮機がある。すべての回転翼とインペラーはチタンから作られている。
燃料はアニュラ型燃焼器で燃焼され、コアの流れは単段高圧タービン（HPT）を通過し、その後に単段低圧タービンを通過する。HPTは空冷式である。ファンからのバイパス空気とコアからの排気は、共通のノズルから排出される前に混合される。F125エンジンの派生型では、混合された流れはアフターバーナー部分を通過する。F124にはアフターバーナーがない。

## 派生型
F124-GA-100
- これは本エンジンのオリジナルである。ボーイング X-45のデモ機の動力となった。

F124-GA-200
- F124-GA-100の低出力の派生型で、最大推力は27.80kN（6250 lbf）、エンジン重量は13kg（28 lb）減少した。この派生型では、その他の小さなアップグレードとともに新しいアクセサリーギアボックスが採用されている[13]。この派生型はアレーニア・アエルマッキ M-346に使用されている[14]。

F124-GA-400
- F124-GA-100の派生型で、T-45とBAe ホーク用に改造されている。このエンジンはT-45で飛行試験が行われたが、アメリカ海軍は機体にこのエンジンを搭載しないことを決定した[13]。

F125-GA-100
- 別名はTFE1042-70。アフターバーナー付きエンジンの基本的な派生型である。AIDC F-CK-1計画用に325基が生産された[15]。

F125X
- 提案された最大推力12,500 lbf (56 kN)のF125エンジンの改良型[16]

F125XX
- F125エンジンの更なる改良型で、このエンジンは推力16,400 lbf (73 kN)を発生する。このエンジンが製造されていれば、推力10,800 lbf (48 kN)を発生するアフターバーナー無しのF124XXも製造されていた模様[16]。

## 搭載機
F124
- アエロ・ヴォドホディ L-159
- AIDC T-5
- アレーニア・アエルマッキ M-346
- ボーイング X-45

F125
- AIDC F-CK-1

## 仕様（F124-GA-100）
一般的特性
- 形式: ターボファン
- 全長: 102.1 in (259 cm)
- 直径: 36 in (91.4 cm)
- 乾燥重量: 1050 lb (521.6 kg)

構成要素
- 圧縮機: 3段ファン (低圧圧縮機) , 5段高圧圧縮機（最後の1段は遠心式、それ以外の4段は軸流式）
- タービン: 1段高圧タービン, 1段低圧タービン

性能
- 推力: 6280 lbf (28 kN)
- 全圧縮比（英語版）: 19.4:1
- バイパス比: 0.49:1
- タービン入口温度: 1,617 K (2,911 °R; 1,344 °C; 2,451 °F)[17]
- 燃料消費率: 0.78 lb/lbf-hr (82.6 kg/kN-hr)
- 推力重量比: 5.3:1

出典: 